# Obafemi Awolowo
Chief Jeremiah Obafemi Awolowo (Yoruba: Jeremiah Obáfẹ́mi Awólọ́wọ̀; * 6. März 1909 in Ikenne, Protektorat Südnigeria, heute Bundesstaat Ogun; † 9. Mai 1987 ebenda) war ein nigerianischer Politiker der Action Group und später der Unity Party of Nigeria. Er war ein Anführer der nigerianischen Unabhängigkeitsbewegung. In den letzten Jahren der britischen Herrschaft war er von 1954 bis 1959 Premierminister der Westregion von Nigeria und nach der Unabhängigkeit von 1967 bis 1971 Finanzminister Nigerias.

## Leben
Awolowo wurde in der Küstenregion des heutigen nigerianischen Bundesstaates Ogun als Sohn eines Bauern geboren. Er entstammte dem Volk der Yoruba. Er erhielt seine Schulbildung durch den Besuch lokaler methodistischer und anglikanischer Schulen und schloss dann die baptistische High School in Abeokuta ab.
In Nigeria begann Obafemi Awolowo seine Karriere als Geschäftsmann und Journalist. Ende der 30er Jahre gründete er die Handelsgesellschaft Nigerian Produce Traders Association und wurde Sekretär der Nigerian Motor Transport Union. In die Politik trat er Anfang der vierziger Jahre ein, als er zum Sekretär des Ibadan-Zweigs der nationalistischen und antikolonialistischen Jugendorganisation Nigerian Youth Movement (NYM) wurde. Im Jahre 1943 war er Mitbegründer des nigerianischen Gewerkschaftsbundes, Nigerian Trades Union Congress. Nachdem er 1944 den Grad eines Bachelor of Commerce erworben hatte, studierte er Rechtswissenschaften in London und wurde 1946 von der Anwaltskammer Inner Temple als Barrister zugelassen. In London wurde er 1945 zum Generalsekretär der Yoruba-Organisation Egbe Omo Oduduwa gewählt. 
Nach Nigeria zurückgekehrt, gründete er 1949 die Zeitung Nigerian Tribune und 1951 die antikolonialistische Partei Action Group. Unter der neuen Verfassung der Kolonie Nigeria, welche eine regionale Selbstverwaltung gestattete, gewann diese im selben Jahr die Wahlen in der West-Provinz Nigerias. Im Verfassungskonvent führte er 1953 zusammen mit dem Igbo-Politiker Nnamdi Azikiwe die südliche Delegation, die für eine rasche Unabhängigkeit eintrat, während die Vertreter des Nordens um Ahmadu Bello und Abubakar Tafawa Balewa eine Dominanz des Südens befürchteten und deshalb die Unabhängigkeit herauszögerten, um zunächst eine regionale Parität herzustellen. Von 1954 bis 1959 war Awolowo Premierminister von West-Nigeria. Unter ihm war die Action Group eine der wichtigsten Verhandlungsführer mit Großbritannien auf dem Weg in die Unabhängigkeit Nigerias.
Nach der Unabhängigkeit des Landes 1960 gelang es der Action Group nicht, die Regierung zu übernehmen und Awolowo wurde Oppositionsführer gegen die Regierung von Abubakar Tafawa Balewa. Zwei Jahre darauf wurde nach innenpolitischen Krisen und Tumulten im Parlament der Action Group vorgeworfen, einen Putsch gegen die Regierung geplant zu haben und Awolowo zu zehn Jahren Gefängnis verurteilt. Nachdem er 1966 begnadigt wurde, ernannte ihn der Militärdiktator General Yakubu Gowon 1967 zum Finanzminister. Diesen Posten hatte er bis 1971 inne. In der zweiten Republik gründete Awolowo 1978 die sozialdemokratische Unity Party of Nigeria (UPN), die aber an die Erfolge der Action Group nicht mehr anschließen konnte. Bei der Präsidentschaftswahl 1979 kam Awolowo mit 29,2 Prozent (4,9 Millionen Stimmen, vor allem aus den südwestlichen Bundesstaaten) auf den Zweiten Platz hinter dem Wahlsieger Shehu Shagari von der National Party of Nigeria. Vier Jahre später unterlag er mit 31 Prozent (7,9 Millionen Stimmen) ebenfalls Shehu Shagari.

## Bedeutung
Awolowo war der bedeutendste Politiker für den von der Yoruba-Volksgruppe dominierten Südwesten Nigerias, vor und unmittelbar nach der Unabhängigkeit des Landes. Als Premierminister von West-Nigeria und nach der Unabhängigkeit versuchte er einen blockfreien sozialistischen Regierungskurs zu etablieren. Er setzte unter anderem eine kostenfreie Schulbildung für den Westen Nigerias durch, was angesichts der Armut weiter Bevölkerungsteile einen erheblichen Fortschritt bedeutete.
Während Awolowo vor allem von den Yoruba als einer der Gründungsväter der Nation verehrt wird, den man als Vorbild gegen die heutige Politikergeneration hält, wird seine Rolle in anderen Teilen des Landes häufig kritisch betrachtet. Es wird ihm insbesondere vorgeworfen, sein Engagement habe nicht Nigeria, sondern nur seiner eigenen Volksgruppe, den Yoruba gegolten. Der Einheit der Nation habe sein Wirken eher Schaden zugefügt.
Der bekannte Schriftsteller Chinua Achebe, selbst den Igbo zugehörig, stellt seinem Buch The Trouble with Nigeria Awolowo als raffgierigen Millionär und bornierten Yoruba-Protektionisten dar, der ohne Rücksicht auf die Interessen des Landes alle verfügbaren Ressourcen seiner eigenen Volksgruppe zuzuführen suchte und die Stabilität des Landes in verantwortungsloser Weise mehrfach aufs Spiel setzte. Mit seinen ständigen Interventionen gegen die Aktivitäten der Frauenbewegung Westnigerias hat sich Awolowo auch in seinem eigenen Volk nicht nur Freunde gemacht.
Die Universität von Ile-Ife wurde 1987 nach Obafemi Awolowo benannt.

## Werke
- Awo on the Civil War; Memoir, 1981
- voice of Courage: Selected Speeches of Chief Obafemi Awolowo; Collection of Speeches, 1981
- Voice of Reason: Selected Speeches of Chief Obafemi Awolowo; Collection of Speeches, 1981
- Thoughts on the Nigerian Constitution; Ideological Text, Oxford University Press, 1968